# Mowa wewnętrzna
Mowa wewnętrzna – według Jeana Piageta jest to ciągły wewnętrzny monolog występujący u ludzi dorosłych i młodzieży. Powstaje w wyniku procesu uwewnętrznienia ciągłych, wypowiadanych na głos monologów przez dziecko w wieku 3- 4 lat, trwającego najczęściej do 7-go roku życia.